# Eurystylopsis
Eurystylopsis is een geslacht van wantsen uit de familie van de Miridae (Blindwantsen). Het geslacht werd voor het eerst wetenschappelijk beschreven door Bertil Robert Poppius in 1911.

## Soorten
Het genus bevat de volgende soorten:

- Eurystylopsis angustata Zheng & Lu, 1995
- Eurystylopsis chinensis L.Y. Zheng & C. Chen, 1991
- Eurystylopsis clavicornis (Jakovlev, 1890)
- Eurystylopsis harmandi Poppius, 1911
- Eurystylopsis hirtipes Zheng & Lu, 1995
- Eurystylopsis longipennis Poppius, 1911